# یواس‌اس جیکوب جونز (دی‌ای-۱۳۰)
یواس‌اس جیکوب جونز (دی‌ای-۱۳۰) (به انگلیسی: USS Jacob Jones (DE-130)) یک کشتی بود که طول آن 306 feet (93.27 m) بود. این کشتی در سال ۱۹۴۲ ساخته شد.